# Galiciens
Les Galiciens sont les actuels habitants de la Galice en Espagne.
Le terme désigne aussi les anciens habitants de la région de Galicie qui n'existe plus de facto depuis 1920 et qui, au sein de l'Autriche-Hongrie, se partageait entre les territoires des actuelles Pologne et Ukraine.

## Ethnonymie
En galicien : Galegos, en espagnol : Gallegos.

## Anthropologie
La poésie fut cultivée en Espagne dès les siècles les plus reculés, les Galiciens y furent les premiers poètes ; avant l'arrivée des Romains, ils composaient et chantaient des vers. Ils continuèrent sous les Romains à exercer cet art ; cependant, plus assujettis aux règles de la poésie qu'ils apprirent de leurs nouveaux maîtres, ils le firent avec plus de succès.
Strabon disait d'eux qu'ils étaient belliqueux et difficiles à subjuguer.
Au début du XIXe siècle, d'après Alexandre de Laborde, les Galiciens vivent peu en société ; ils sont grands, nerveux, robustes, hardis, courageux, laborieux, très sobres, endurent facilement la fatigue et sont distingués par leur fidélité.

Populations et langues de la péninsule ibérique vers 300 av. J.-C.
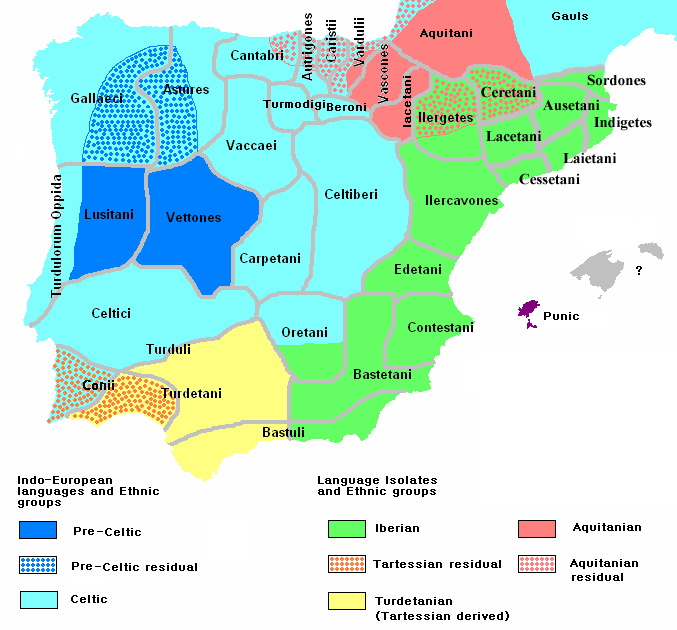
Ethnographie vers -200
Péninsule ibérique vers -100
Implantation romaine
Méditerranée vers -218

## Régime alimentaire
La cuisine galicienne partage avec la cuisine espagnole les tapas, une utilisation, certes plus légère, de l'huile d'olive, ainsi que des plats parfois "pantagruéliques"